# Phare de Pomorac
Le phare de Pomorac (en croate : Svjetionik Pomorac) est un feu actif situé sur le front de mer de Split, dans le Comitat de Split-Dalmatie en Croatie. Le phare est exploité par la société d'État Plovput .

## Histoire
L'ancien gouvernement yougoslave avait construit ce monument comme Mémorial aux marins du pays en 1958. Il avait une lumière très puissante. Il a été bombardé pendant les guerres de Yougoslavie lors de la dislocation de la Yougoslavie en 1991 et il est resté inactif jusqu'en 2013. Des groupes de bénévoles locaux ont aidé à sa réparation entre 2003 et 2006 et une restauration plus complète a été effectuée en 2012-13 pour sa remise en service.

## Description
Le phare  est une haute obélisque de 38 m de haut. Il émet, à une hauteur focale de 54 m, deux éclats blanc toutes les 20 secondes. Sa portée est de 10 milles nautiques (environ 19 km).
Identifiant : ARLHS : HRV-563 - Amirauté : E3348.2 - NGA : 113-13425 .

## Caractéristiques dufeu maritime
Fréquence : 20s (W-W)
- Lumière : 0.8 seconde
- Obscurité : 4.6 secondes
- Lumière : 0.8 seconde
- Obscurité : 13.8 secondes

|          |
| Le phare |

### Lien connexe
- Liste des phares de Croatie